# 耶律輝
耶律 輝（やりつ き）は、中国の小説で四大奇書の一つである『水滸伝』の登場人物。
小説のみに登場する架空の契丹系の遼の国王で大軍を率いて宋王朝の制圧を目論む、朝廷帰順後の梁山泊軍が最初に戦った強敵である。ただ物語内では遼の国主として象徴的に描かれるのみで主に遼国王とだけ呼称され、耶律輝と言う本名が明らかになったのは梁山泊軍の進撃で進退窮まった彼が、降伏を申し出た際に謝罪と朝貢を誓った文章の中でのことであった。なお、『水滸伝』の時代背景である北宋末期の史実上の遼皇帝は第9代天祚帝耶律阿果である。また『水滸伝』作中で遼の国都とされる燕京は史実上では遼が後晋より割譲された燕雲十六州の中心を担う副都であり、当時この地を支配していたのは遼の皇族にして後に北遼初代皇帝となる燕王耶律淳であった。

## 生涯
蔡京、童貫、高俅、楊戩ら奸臣らの悪政によって国内に多くの反乱軍を抱え、滅亡の危機に瀕していた宋王朝を併呑せんと大軍を発する。四手に分かれた遼軍は太行山脈より北部の諸州に迫ると、山東・山西地方を脅かし河北・河南の地を制圧した。その事実を童貫らは前線から救援を求める上奏文が連日届けられているにもかかわらず全てを握り潰し徽宗皇帝への報告を怠っていたが、殿帥府大尉宿元景の奏上によって事実を知った天子によって、折りしも宋朝に帰順し官軍となった宋江ら梁山泊の英雄達に遼国への討伐命令が下る事となる。
順風満帆に宋側の諸州を攻略していた遼軍であったが、洞仙侍郎の守る檀州に百八人の英雄が集う梁山泊軍が攻め寄せると徐々に宋軍の反撃に晒される事となる。檀州には甥で共に猛将として名高い耶律国珍、耶律国宝を派遣するも敗れてしまい、弟の皇弟大王耶律得重の守る薊州も石秀、時遷の内応策によって陥落。相次ぐ敗戦に狼狽した耶律輝は侍臣の欧陽侍郎の献策に従い、宋を上回る待遇で梁山泊軍に招安を持ち掛ける。この申し出はかねてより奸臣達に実権を握られた宋朝に愛想を尽かしていた梁山泊側の軍師呉用の興味を引きはしたが、宋への忠誠心に凝り固まった首領の宋江の意向で反故にされ、彼らの偽りの帰順に騙される格好で逆に覇州を奪われてしまう。
続いて妖術の心得を持つ副統軍賀重宝が守護する幽州も公孫勝の活躍で陥落すると、遼国第一の将軍である都統軍兀顔光の上奏に従い親征を決意すると占領されたばかりの幽州に攻め入り、陣法の奥義を極めた兀顔光が指揮する大乙混天象の陣で梁山泊軍に決戦を挑んだ。兀顔光の活躍により李逵を捕らえた他、孔亮、李雲、朱富、石勇、宋万、杜遷ら数多くの好漢達を負傷させ梁山泊軍を窮地に追い込むが、宋江の夢の中に姿を現した九天玄女によって秘策を授けられた宋軍によって陣が破られると乱軍の中で兀顔光は討ち取られてしまい、耶律輝自身は首都燕京へ逃げ戻る破目となる。
もはや兵力も策も尽きた耶律輝は投降を決意する事になるが、右丞相の楮堅の献策に従い蔡京、童貫、高俅、楊戩ら四姦に賄賂を贈り彼らに執り成してもらうことで宋との和睦を成立させる。これによって毎年宋への朝貢こそ義務付けられはしたが梁山泊軍を撤退させる事には成功。この時点での国家の滅亡だけは回避する事ができた。